# Gran Enciclopedia Rusa

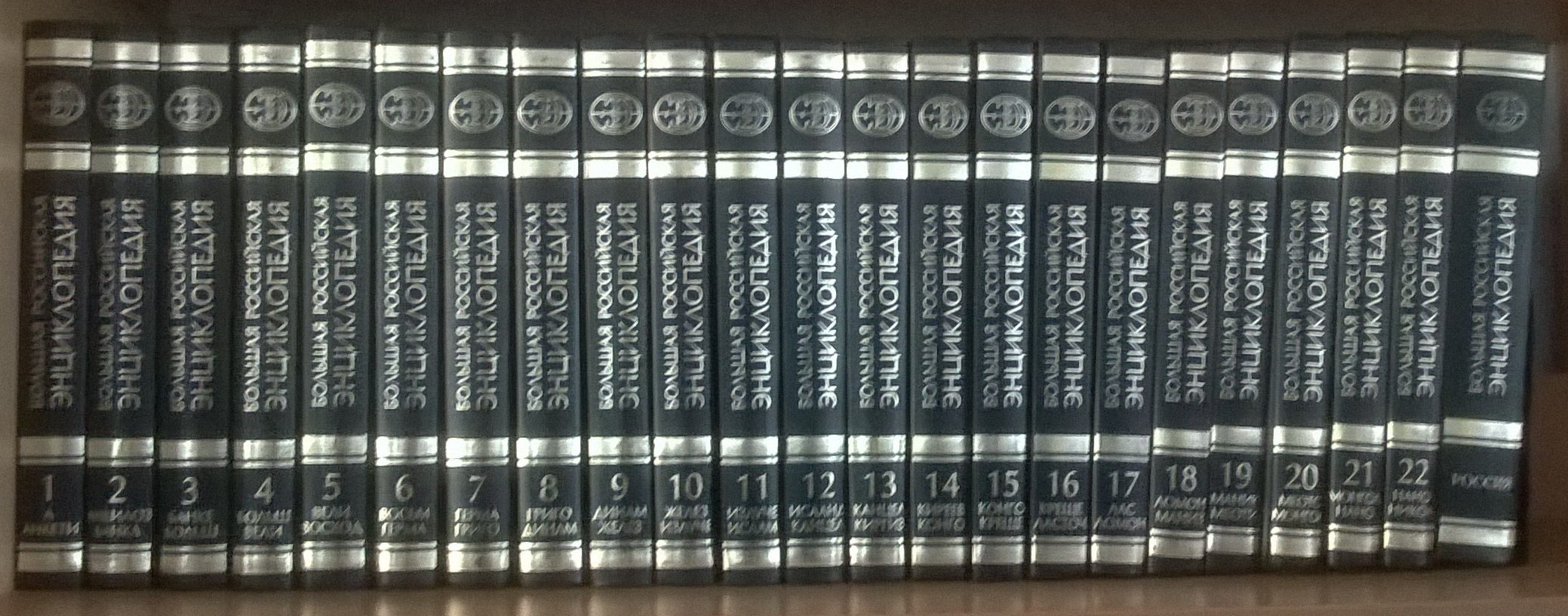
Ejemplares de la Gran Enciclopedia Rusa en la Biblioteca de la Universidad de Vilna.

La Gran Enciclopedia Rusa (en ruso: Большая российская энциклопедия, БРЭ, transliterado, Bolshaya rossíyskaya entsiklopédiya) es una enciclopedia universal, de 36 volúmenes, publicada entre 2004 y 2017 bajo los auspicios de la Academia de Ciencias de Rusia, después de que el presidente Vladímir Putin lo dispusiera así por decreto presidencial en 2002. El editor jefe de la enciclopedia es Yuri Ósipov, presidente de la Academia de Ciencias de Rusia.
Hasta 80 miembros de la Academia forman parte del comité editorial incluyendo varios Premios Nobel como Zhorés Alfiórov y Vitali Guínzburg. El primer volumen, introductorio, publicado en 2004 se dedica por entero a Rusia. Los otros treinta y cinco volúmenes se publicaron entre 2005  y 2017, desde "A" a "Я". Se contempla la publicación de una versión actualizada cada lustro.
Desde abril de 2016, una versión electrónica de la enciclopedia está disponible en línea. Al aparecer se descargaron 12 000 artículos, y se añaden diariamente nuevos artículos.

## Crítica
La enciclopedia ha sido criticada por ser un proyecto prestigioso innecesario en una época en la que todas las enciclopedias importantes estaban en Internet.
Dado el patrocinio del gobierno y el claro objetivo de reemplazar Wikipedia, la neutralidad de la enciclopedia puede ser cuestionada. Se incluyen algunos materiales de la Gran Enciclopedia Soviética de carácter claramente marxista-leninista.